# 张光中
张光中（1901年—1984年），又名张心亭、张耀华，男，江苏沛县人，中国军事将领。

## 生平
张光中是江苏省沛县宋庄人。早年组建鲁南人民抗日武装，任苏鲁人民抗日义勇总队总队长。1939年9月，率领部队归属八路军，设立苏鲁支队，担任支队长。1940年，担任鲁南军区司令、鲁中南军区副司令，徐州警备区司令兼徐州市市长。
中华人民共和国成立后，担任江苏省人民检察院检察长，江苏省政协副主席等职。